# Serj Tankian
Serj Tankian, armensko-ameriški glasbenik, * 21. avgust 1967.
Tankian je svetovno poznan pevec, pianist, pesnik, skladatelj, producent in občasno tudi kitarist. Zaslovel je z metal skupino System of a Down, nato pa se je posvetil solo karieri. Njegove solo plošče so: Elect the dead (2007), Imperfect Harmonies (2010), Harakiri (2012), Orca (2013). Po izobrazbi je Serj ekonom in leta 2001 je ustanovil založbo plošč Serjical strike pod katero so podpisani Buckethead, Viza, Bad Acid Trip...
1. ↑  Person Profile // Internet Movie Database — 1990.
2. ↑  Česko-Slovenská filmová databáze — 2001.